# Detlef Müller (Moderator)

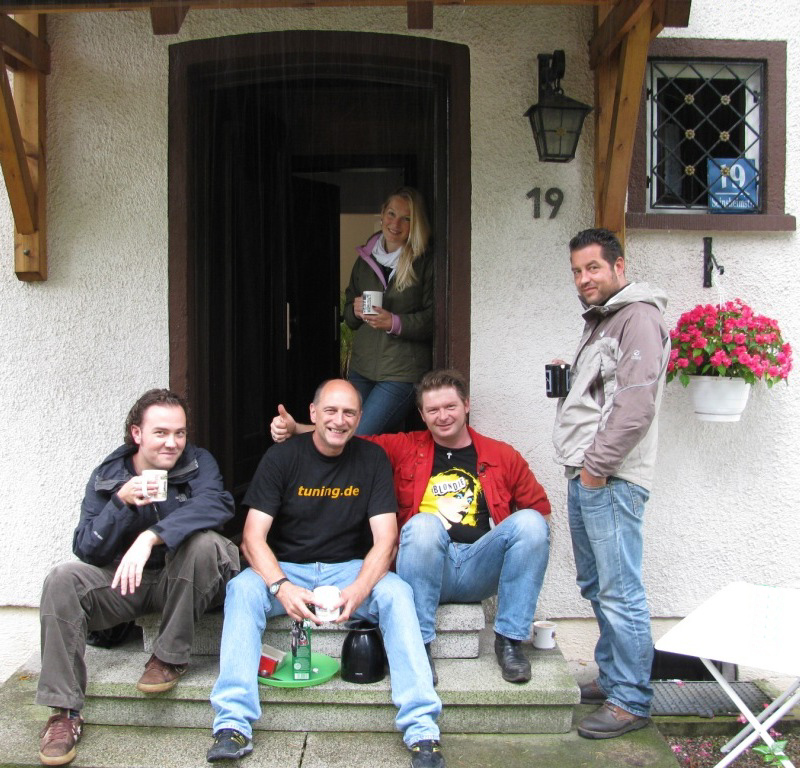
Det Müller (2. von rechts) (2009)

Detlef „Det“ Müller (* 10. August 1970 in Cloppenburg) ist ein deutscher TV-Moderator mit dem Schwerpunkt auf Automobile.

## Leben
Det Müller erlernte Maschinenbauer. Er wurde durch die von ihm moderierten Sendungen auf RTL II bekannt. 2004 hatte Müller erste Auftritte bei der Sendung Die Autoschrauber und ist seitdem in Sachen Autokauf, Fahrtests, Stunts und Umbauten von Fahrzeugen bei verschiedenen TV-Formaten zu sehen.
Seit 2008 steht Müller bei der Sendung GRIP – Das Motormagazin, welche seit 2007 ausgestrahlt wird, unter anderem als Experte für Youngtimer mit Tipps und Ratschlägen vor der Kamera. Seit 2010 moderiert er zudem mit den wechselnden Moderatoren Sidney Hoffmann und Lina van de Mars die Doku-Soap Mein neuer Alter. In der Doku-Soap hilft Det Müller Menschen mit geringem Budget bei der Suche nach einem passenden Fahrzeug. Im Dezember 2023 gab er nach 16 Jahren seinen Ausstieg als Moderator der Sendungen GRIP – Das Motormagazin und Mein neuer Alter bekannt.

## Fernsehsendungen
- 2004: Die Autoschrauber (RTL II)
- 2008–2023: GRIP – Das Motormagazin (RTL II)
- 2010–2023: Mein neuer Alter (RTL II)

## Als Autor
- Det Müllers Chromjuwelen. Die 100 schärfsten Schlitten aller Zeiten. Riva Verlag, München 2016, ISBN 978-3-95971-376-4